# Теорема Монжа

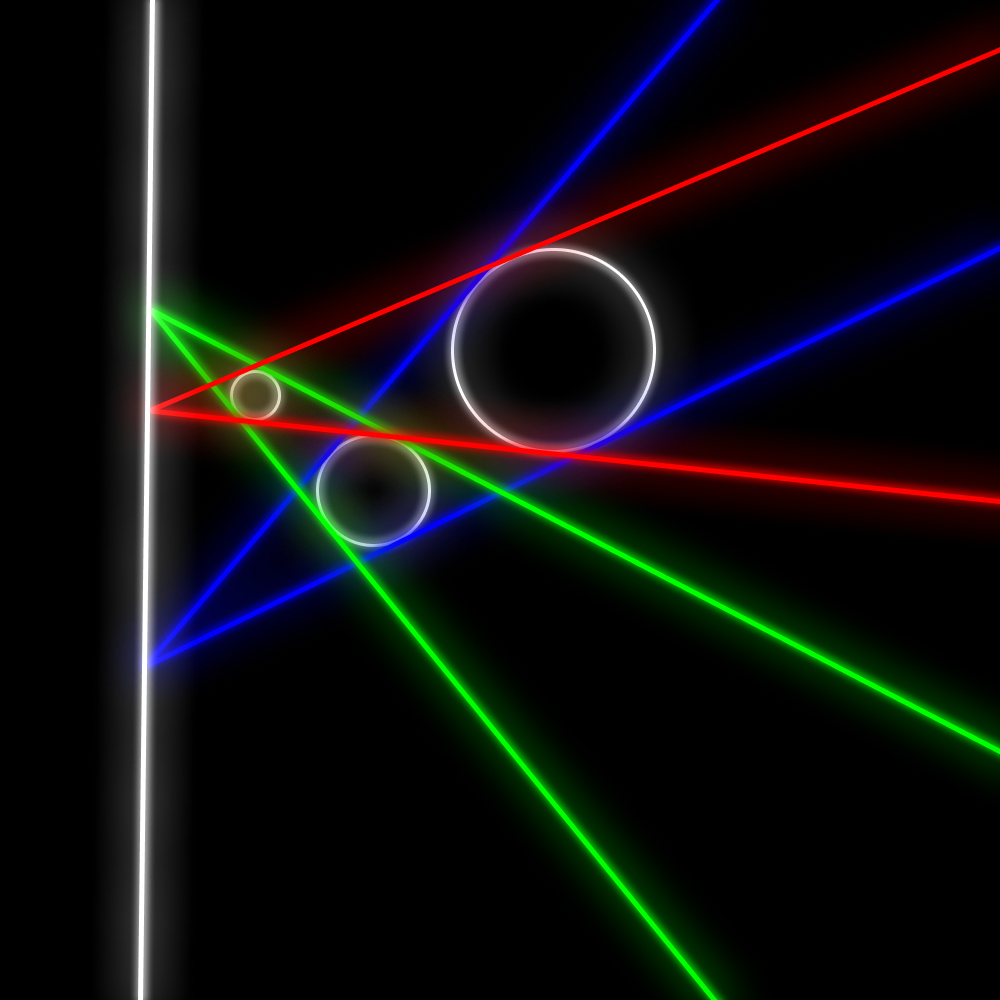
Теорема Монжа. Красным, синим и зелёным показаны пары общих внешних касательных.

Теорема Мо́нжа (или теорема о трёх колпаках) — теорема о трёх окружностях, сформулированная Жаном Д’Аламбером и доказанная Гаспаром Монжем.
Часто используется как пример теоремы, в доказательстве которой полезно повысить размерность пространства.

## Формулировка
Для трёх произвольных окружностей, каждая из которых не лежит целиком внутри другой, точки пересечения общих внешних касательных к каждой паре окружностей лежат на одной прямой.

## Доказательство
В простейшем доказательстве используется трёхмерная аналогия.
Пусть три окружности соответствуют трём сферам разного радиуса, а сами окружности соответствуют экваторам, которые возникают из плоскости, проходящей через центры сфер.
Каждая пара сфер определяет конус, который касается обеих сфер снаружи, а вершина этого конуса соответствует точке пересечения двух внешних касательных, то есть внешнему центру подобия.
При этом каждая из этих вершин лежит на обеих внешних касательных плоскостях к сферам.
Следовательно, все они лежат на прямой пересечения этих двух плоскостей.
Заметим, что это доказательство работает только в случае если ко всем трём сферам можно провести касательную плоскость.
Однако она не всегда существует, например её нет если маленькая сфер лежит между двумя болшими.
Другое доказательство строится методом центров масс.

## Вариации и обобщения
- Если две поверхности второго порядка описаны или вписаны в третью поверхность второго порядка, то линия их пересечения распадается на две плоские кривые, плоскости которых проходят через прямую, проходящую через две точки пересечения линий касания.
- Теорема Монжа обобщается на произвольные три центра гомотетий, переводящих друг в друга три окружности — достаточно того, чтобы чётное число из этих гомотетий имели отрицательный коэффициент.